# Crocidosema altheana
Crocidosema altheana es una especie de mariposa del género Crocidosema, familia Tortricidae.
Fue descrita científicamente por Mann en 1855.